# Öster, Jönköping

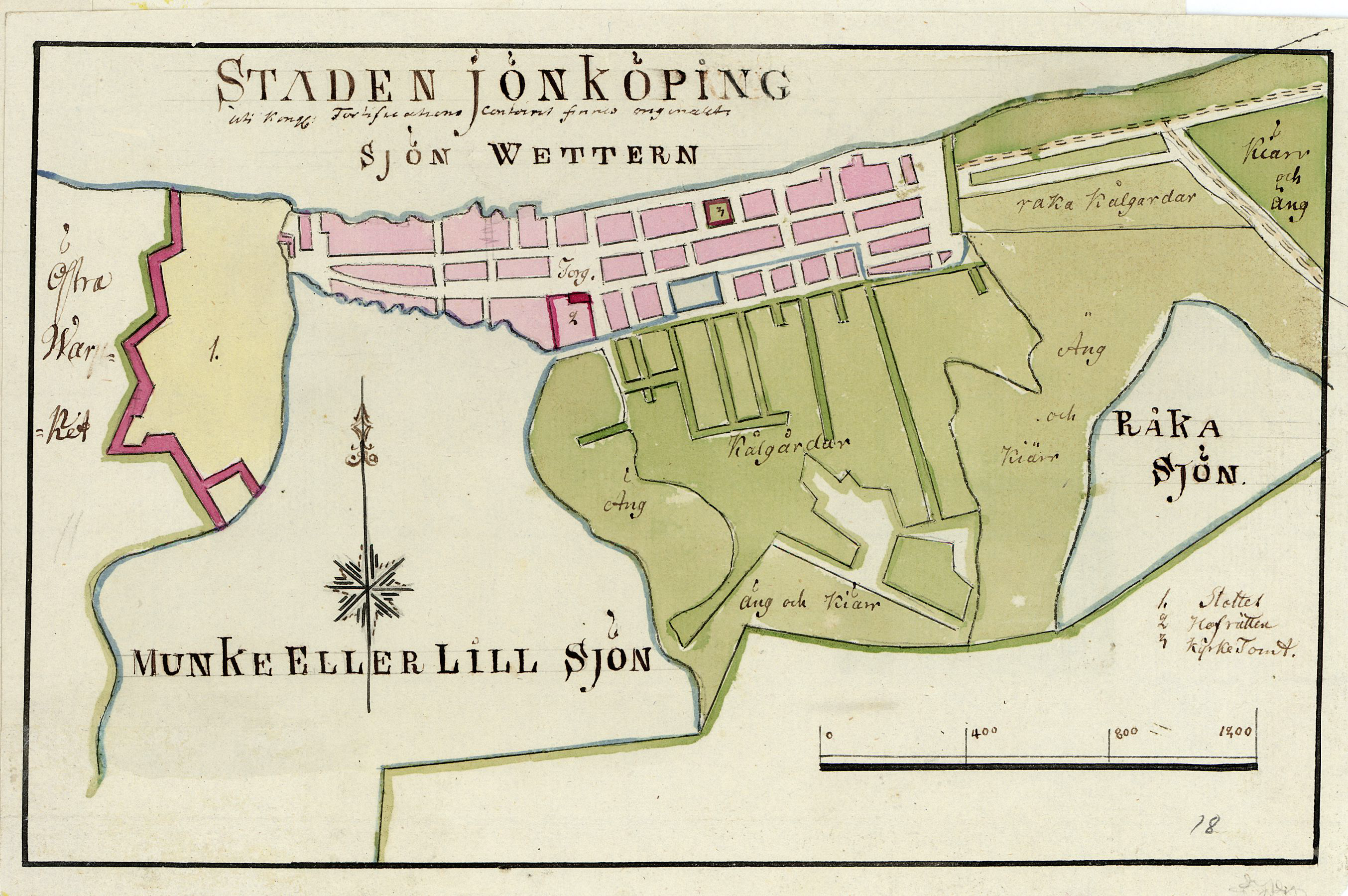
Karta från 1790–1805

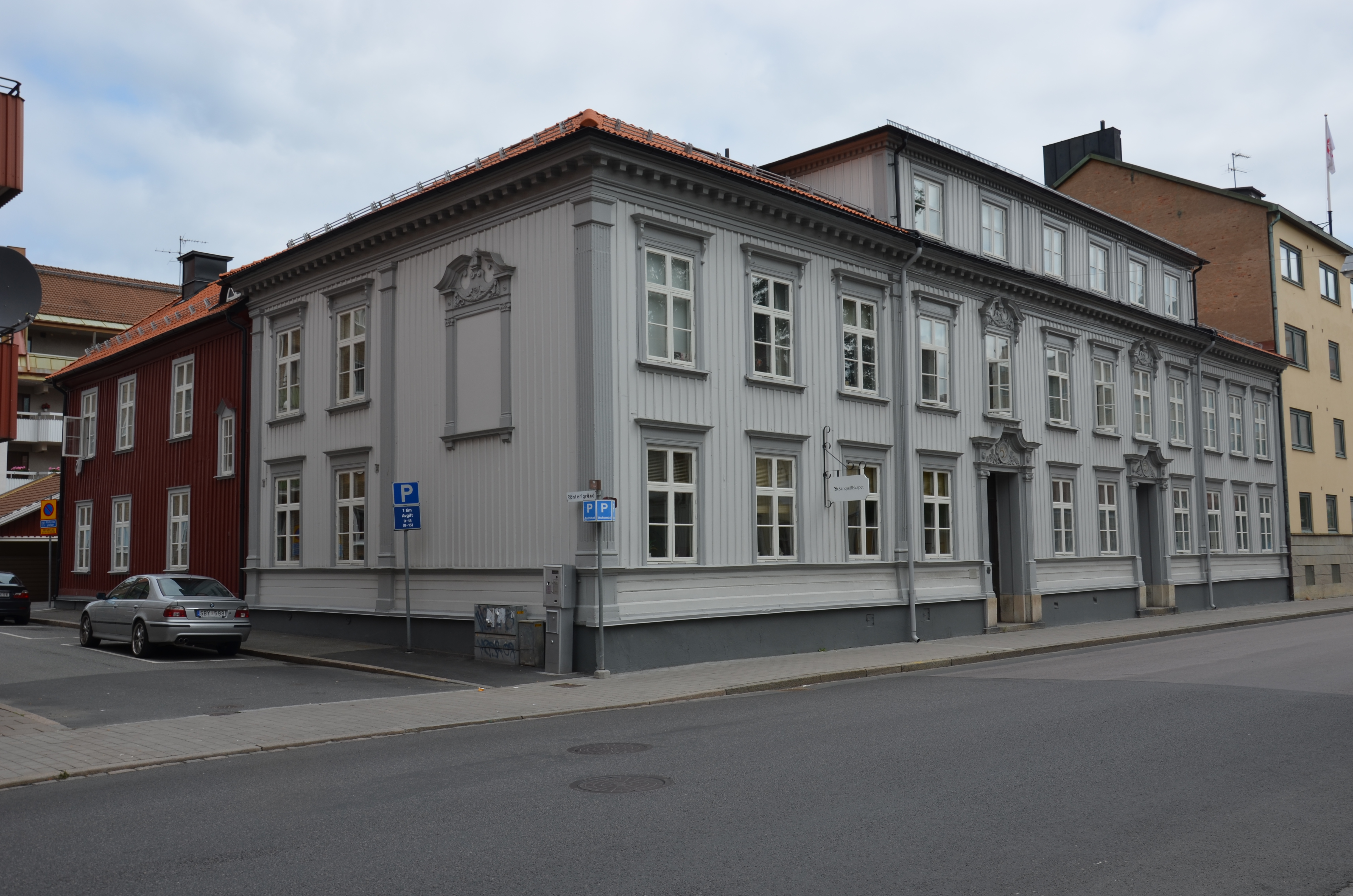
Gamla länsresidenset

Öster, eller Östra centrum, är en stadsdel i centrala Jönköping, öster om Hamnkanalen mellan Vättern och Munksjön. På Öster, inklusive Kålgården, bor det omkring 3 000 personer.

## Grundläggning
Under medeltiden var området en smal och vattensjuk sandrevel. Stadens befästning, liksom stadsbebyggelsen låg då väster om Hamnkanalen, och myndigheterna önskade av militära skäl flytta staden österut. År 1612 brändes staden ned inför en väntad dansk belägring av Jönköpings slott. När staden byggdes upp igen, skedde detta efter kunglig befallning på sandreveln Sanden, med Vättern i norr och Munksjön, Rocksjön, mader och kärr i söder. Stadsplanerna från 1613, 1617 och 1619 baserades på en kombination av medeltida lätt böjda gatumönster och smala tomter med vattugränder, och renässansens ideal med helt rätvinkliga kvarter i en rutnätsplan. De ursprungliga tänkta omfattande befästningsverken genomfördes aldrig, men med inspiration från Nederländerna inkluderades en kanal från Munksjön via nuvarande Museigatan och Kanalgatan, med hamnbassängen Breda hamnen där nuvarande Östra torget ligger. Ansvariga för utstakandet av den nya staden anses ha varit den holländske slottsbyggmästaren Hans Fleming och hans efterträdare Hans Fischer. 
De monumentala byggnader i sten som uppfördes i den övriga trästaden under det nya Jönköpings första sekel var Göta hovrätts byggnad i vättersandsten, som var klar 1665, Kristinakyrkan, som invigdes 1673, och Rådhuset 1703.

## 1700- och 1800-talen
Under 1700-talet och början av 1800-talet växte staden inte utanför Öster och den från 1830-talet tillkomna Förstaden. Ett något ökande invånarantal tillgodosågs genom förtätning av staden, som huvudsakligen bestod av tvåvånings träbyggnader.
Under senare delen av 1800-talet ökade takten i Jönköpings ekonomiska utveckling, men utvidgningen av stadens centrum ägde rum väster om Hamnkanalen, delvis på den mark som staten tidigare disponerat för slottsområdet. Den största monumentala byggnad som tillkom på Öster var Stora Hotellet, som uppföres 1856–1859 vid Hamnkanalen och nära den nya Jönköpings Centralstation på Väster.

## 1900-talet
Under början av 1900-talet återtog Östra centrum rollen som stadens främsta kommersiella centrum, bland annat med etablering av de lokala spar- och privatbankernas huvudkontor, och senare stadens Tempo-, Epa- och Domusvaruhus.
I början av 1910-talet invigdes här Lindströms konditori, stadens äldsta i dag ännu existerande konditori, vilket 1918 flyttade till Hemgården nära Torpaplan vid Klostergatan på Söder.

## Byggnadsminnen enligtKulturminneslagen
- Gamla Rådhuset 1696–99, ritat av Erik Dahlbergh
- Göta hovrätts byggnad 1639–65
- Klockaregården, Östra Storgatan, 1791
- Millqvistska gården och Klockgjutargården, Östra Storgatan, 1790
- Gamla länsresidenset, Östra Storgatan, 1790–95
- Museigatan 3 och 5, trähus från 1850-talet
- Kristinakyrkan, 1649–73 (torn 1690)

## Bildgalleri

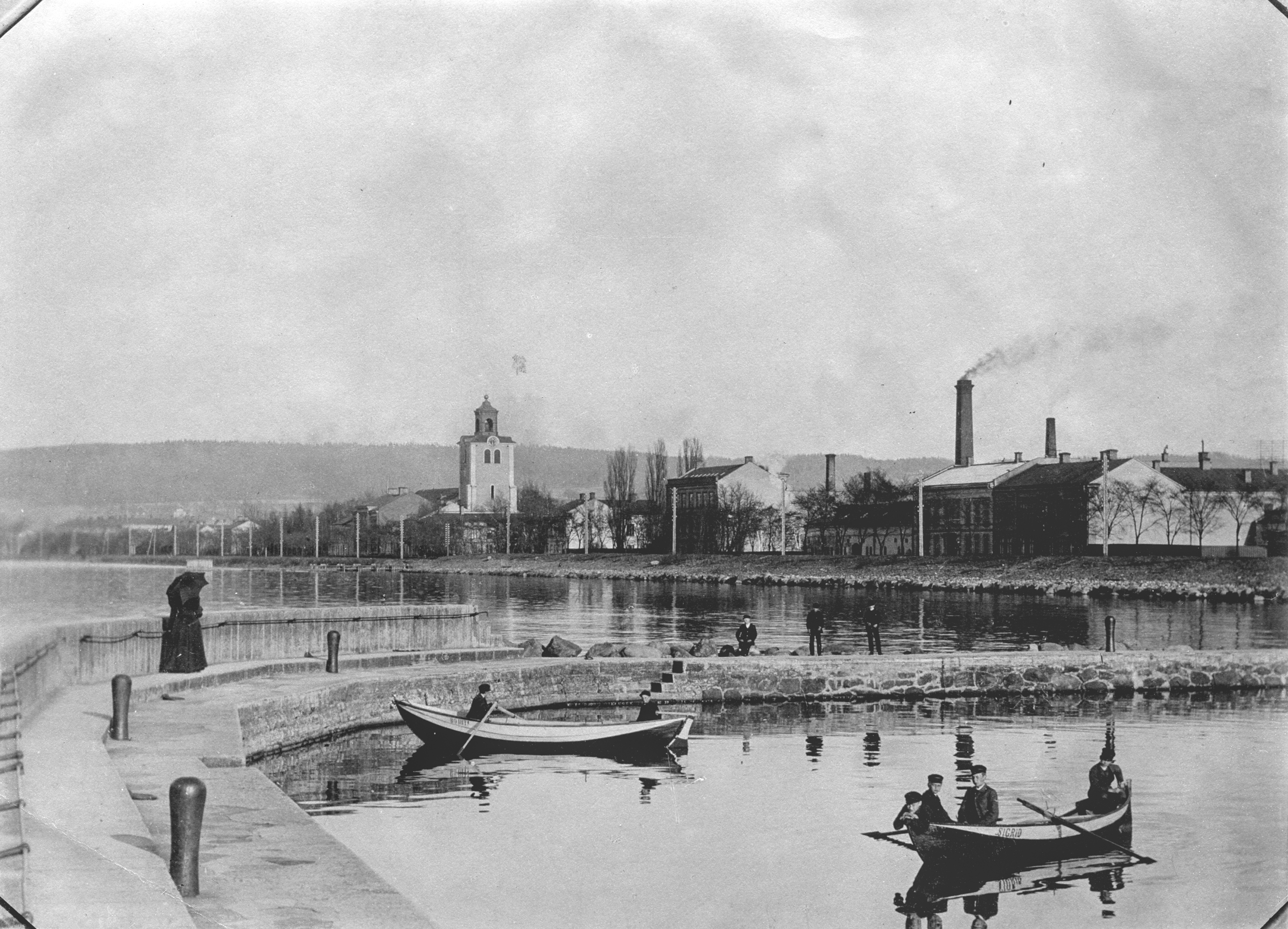
Öster sett från Yttre hamnen, 1902
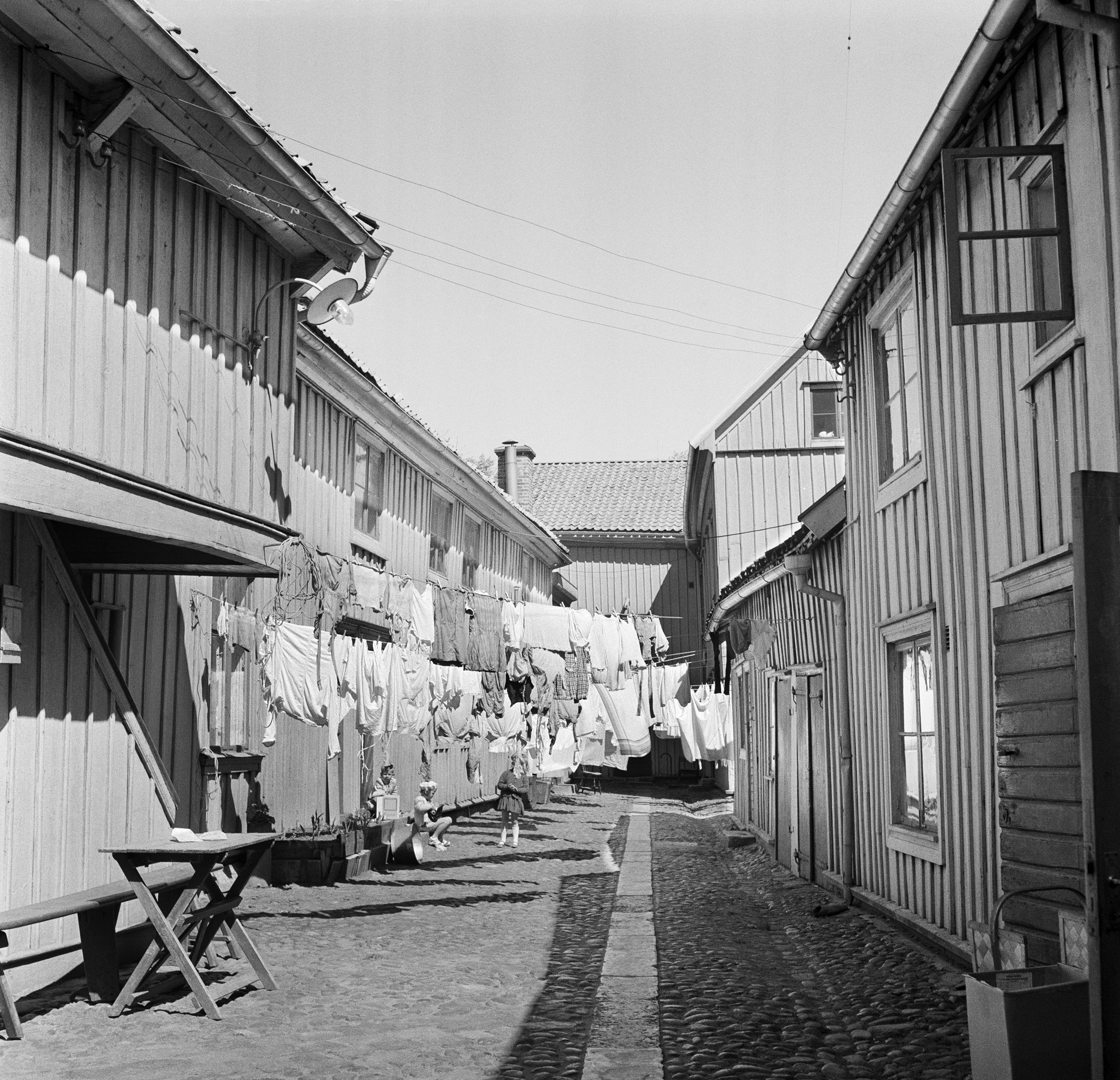
Gård vid Kanalgatan, 1947
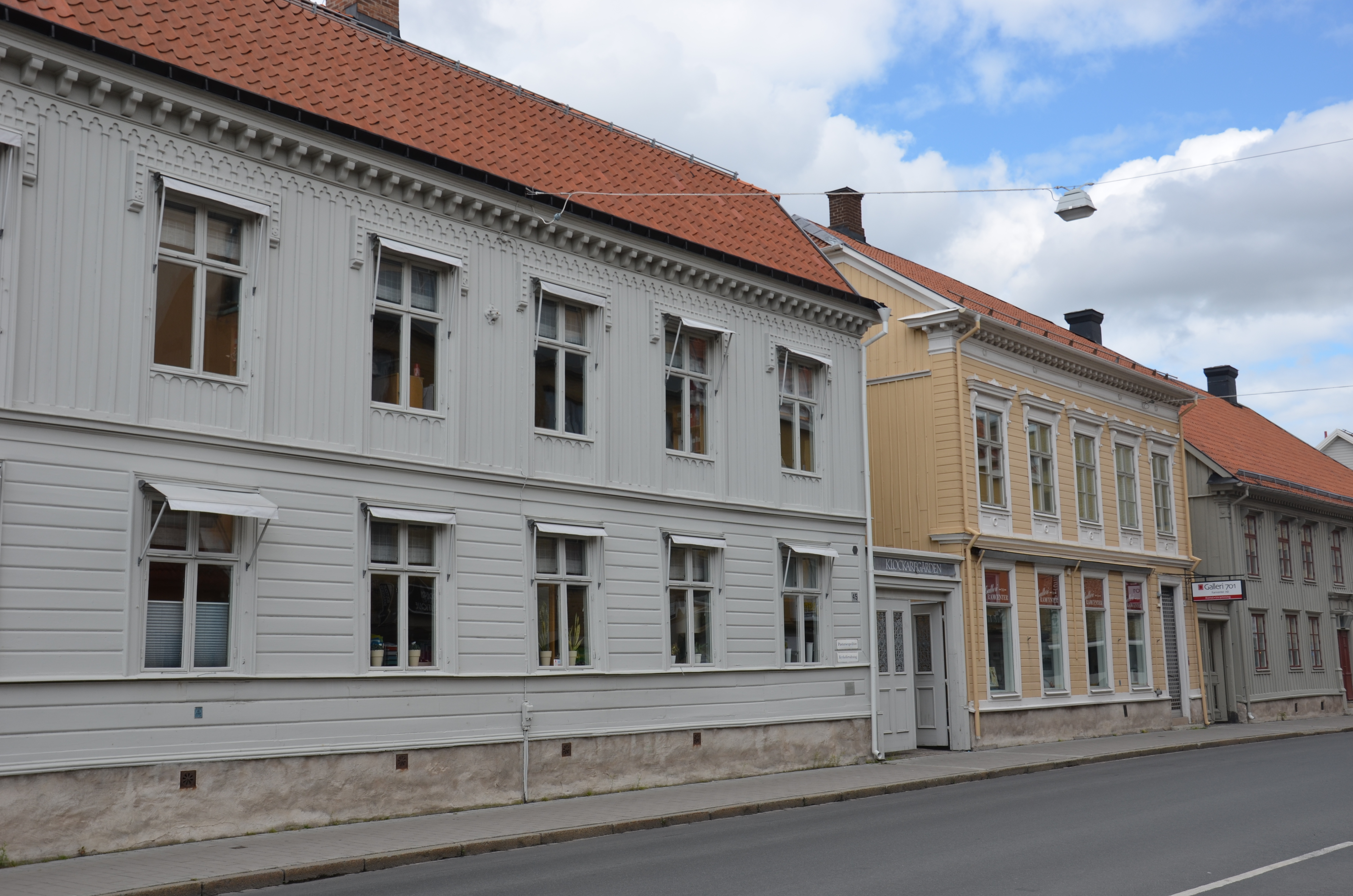
Millqvistska gården och Klockgjutargården
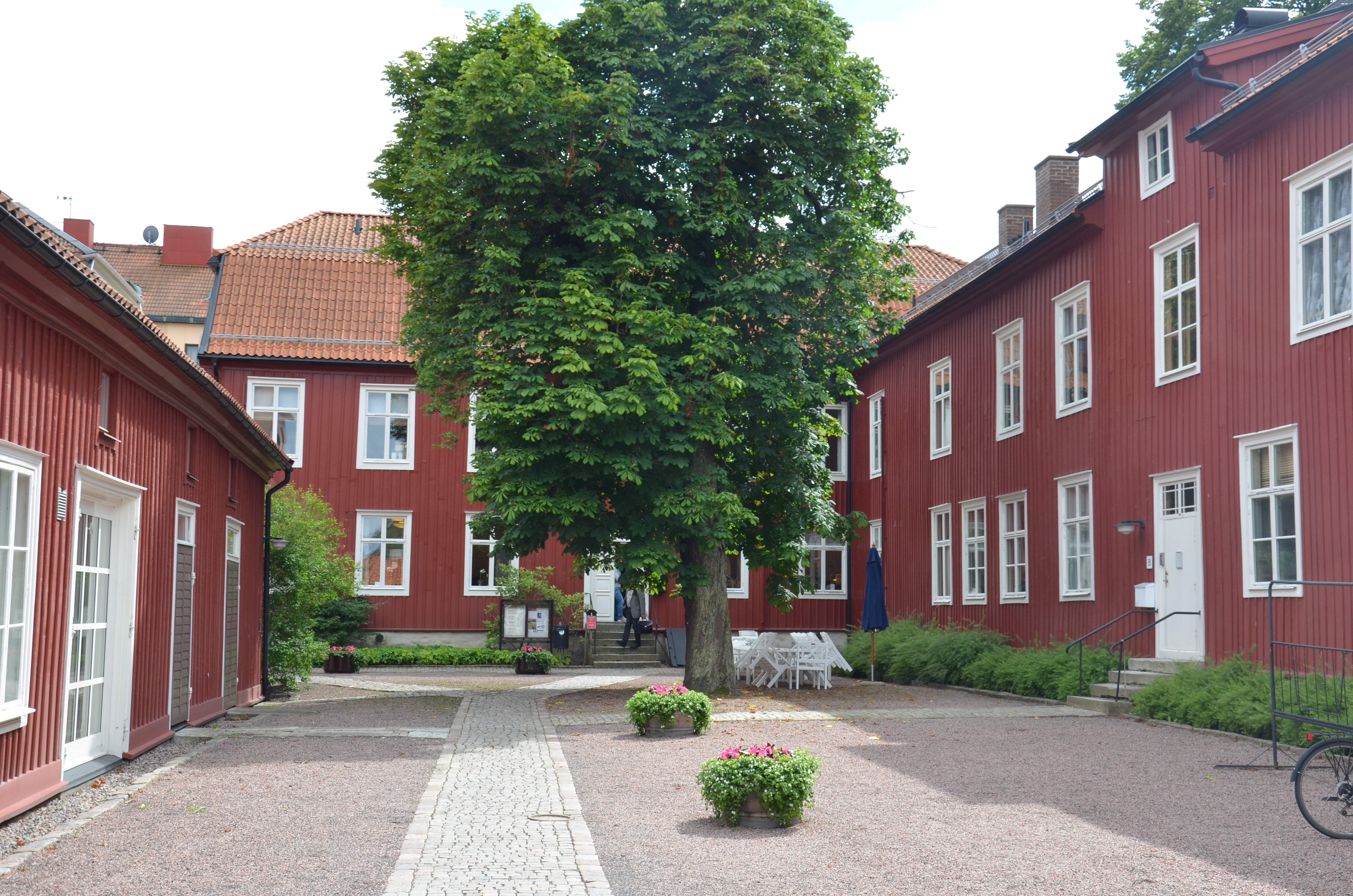
Klockaregården
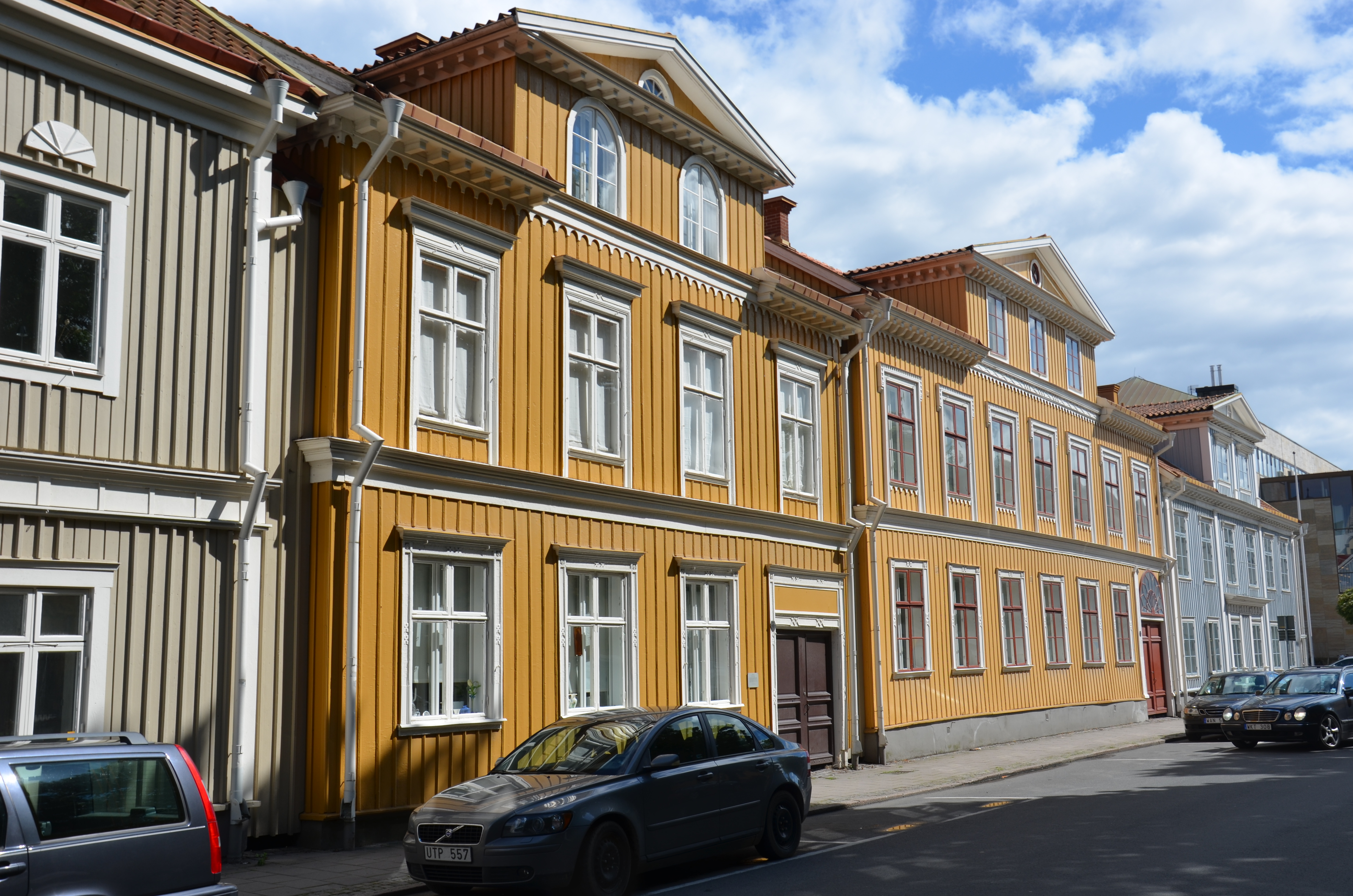
Museigatan 3 och 5
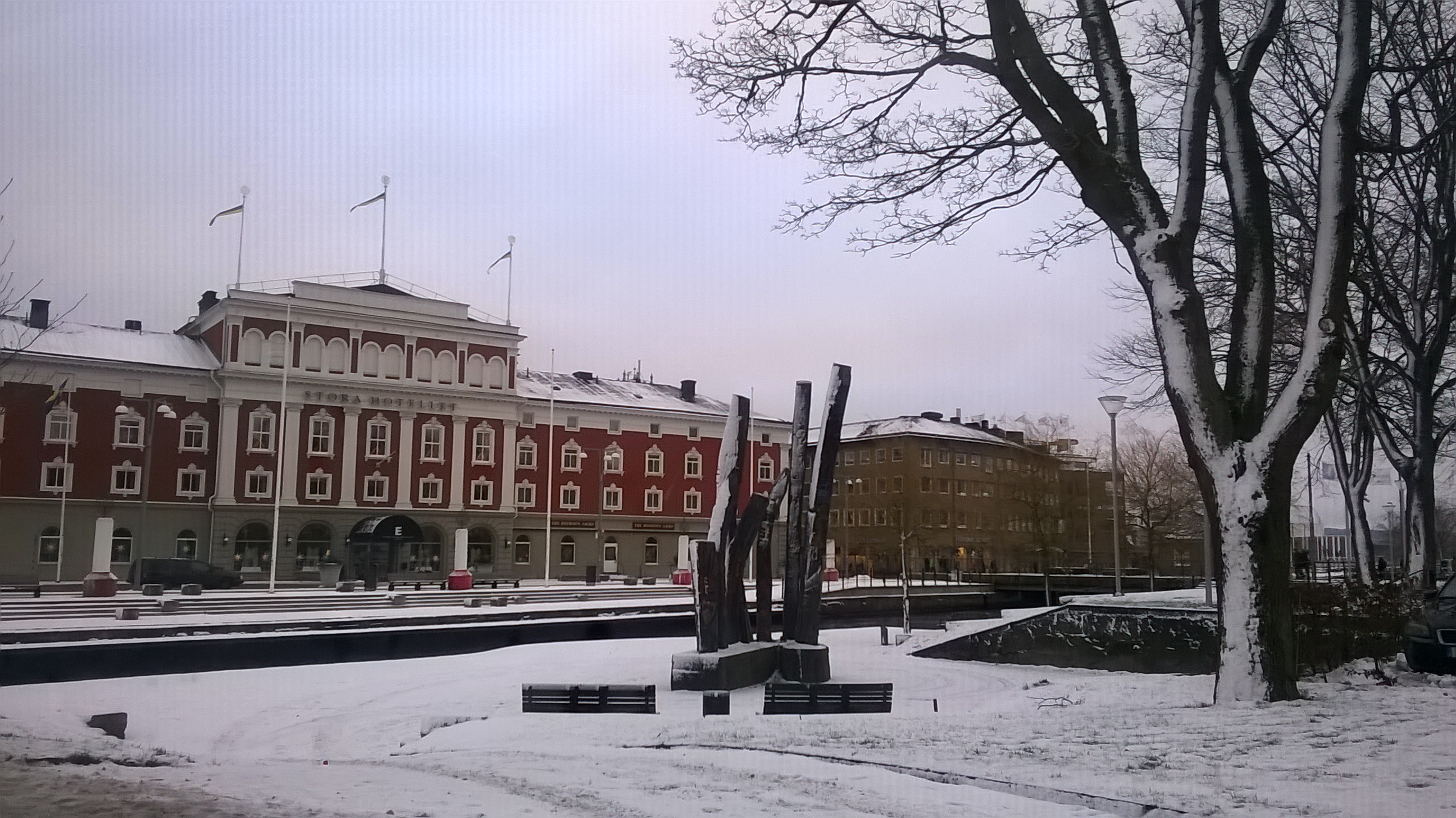
Stora hotellet